# Halfdan el Valiente
 Harald Haraldsson apodado Halfdan el Valiente (nórdico antiguo Hálfdan snjalli) (590 - 650) fue un semilegendario rey vikingo del siglo VII, padre de Ivar Vidfamne según la saga Hervarar, la saga Ynglinga, la saga de Njál y Hversu Noregr byggdist, este último un trabajo genealógico donde menciona que su padre fue Harald el Viejo, su abuelo Valdar y su bisabuelo Hróarr (según fuentes de la mitología nórdica, el mismo Hroðgar de Beowulf).

## Saga Ynglinga
Snorri Sturluson menciona que el rey sueco Ingjald casó a su hija Åsa con el rey Guðröðr de Escania. Åsa era instigadora como su padre, provocó que Guðröðr asesinara a su hermano Halfdan, padre de Ivar Vidfamne; más tarde, también ella estuvo implicada en la muerte del mismo Guðröðr y tuvo que escapar y refugiarse en el reino de su padre. 
El rey Ivar Vidfamne reunió un gran ejército y sitió al rey Ingjald y su hija en Ræelning, como consecuencia del asedio los dos se suicidaron quemándose en el interior de la sala real.

## Saga Hervarar
La saga Ynglinga no menciona a la madre de Halfdan, pero la saga Hervarar cita que su nombre era Hild, la hija del rey Heiðrekr Ulfhamr de Götaland, hijo de Angantyr, el caudillo que derrotó a los hunos.
También cita que Halfdan tuvo a su hijo Ivar Vidfamne, quien asedió al rey Ingjald y este se vio forzado a suicidarse en la sala real de Ræning con toda su corte, tras lo cual Ivar Vidfamne conquistó Suecia.